# Goldville
Goldville es un pueblo ubicado en el condado de Tallapoosa en el estado estadounidense de Alabama. En el censo de 2000, su población era de 37.

## Demografía
En el 2000 la renta per cápita promedia del hogar era de $ 25.625$, y el ingreso promedio para una familia era de 35.000$. El ingreso per cápita para la localidad era de 15.209$. Los hombres tenían un ingreso per cápita de 27.500$ contra 21.875$ para las mujeres.

## Geografía
Goldville está situado en 33°5′1″N 85°47′4″O / 33.08361, -85.78444 (33.083617, -85.784391).
Según la Oficina del Censo de los EE. UU., la ciudad tiene un área total de 1.00 millas cuadradas (2.59 km²).